# Fideicomiso de caridad
El fideicomiso de caridad es un fideicomiso irrevocable establecido para propósitos benéficos, y es un término más específico para referirse a las "asociaciones caritativas".

## India
En la India, los fideicomisos son creados para causas sociales, y son aprobados por el Departamento de ISR, por el cual el donador no solo queda exento de impuestos, sino que también puede deducir la cantidad de la donación del fideicomiso de su renta imponible. El marco legal en India reconoce actividades como "el auxilio a los pobres, la educación, la asistencia médica, la preservación de monumentos y el medio ambiente y el mejoramiento de otro objeto general de utilidad pública" como propósitos benéficos o de caridad.
Las compañías constituidas bajo las normas de la sección 8 del Ley de Sociedades de 2013 y que promueven la caridad, son también elegibles para recibir los beneficios de la misma, entre los que se incluye la excepción de varias disposiciones de procedimiento de la Ley de Sociedades, ya sea enteramente o en partes; así como los beneficios que se acuerden con el Gobierno Central.

## Irán
En la República Islámica de Irán, los fideicomisos de caridad religiosa o "Bonyads", forman una parte sustancial de la economía del país, constituyendo alrededor del 20% del PIB del mismo. A diferencia de otros países en los que hay una mayoría musulmana, los "bonyads" reciben subsidios grandes y controvertidos por parte del gobierno de Irán.

## Reino Unido
En Gran Bretaña y Gales, los fideicomisos de caridad son una forma de expresar compromiso y confianza a metas caritativas. Hay una gran variedad de ventajas al alcanzar el título de Fideicomisario de Caridad, incluyendo la exención de la mayor parte de impuestos. Para comprobar la validez de un fideicomiso de caridad, la organización o donante debe demostrar el interés en un propósito caritativo y el beneficio público. En Reino Unido, los propósitos de caridad aplicables a este fideicomiso pueden ser divididos en 4 categorías: los de auxilio a la pobreza, los de promoción de la educación, los de promoción a la religión y en la última categoría entran todos aquellos cuyos objetivos no sean reconocidos por los anteriormente mencionados, entre los que se incluyen los de beneficio a localidades o a los animales. En Gran Bretaña existe también el requisito de que los fideicomisos de caridad beneficien de alguna forma al público en general (o a alguna sección de este), para evitar que un grupo privado o ciertas personas sean las únicas beneficiadas de éste.
Los fideicomisos pueden ser invalidados en ciertas circunstancias: no se permite que los fideicomisos de caridad generen lucro o ganancias, ya sea privada o personal, ni tampoco pueden tener un objetivo no enfocado al beneficio público o caridad (a menos que éste sea afín o anexo a objetivos de caridad) Además, se considera inaceptable que los fideicomisos de caridad promuevan metas legales o políticas; a pesar de esto, es aceptable que los fideicomisos ilustren o representen problemas políticos de una manera neutral. Esta clase de fideicomiso, como muchas otras, son administradas por fideicomisarios; aunque no exista ninguna relación entre éste y los beneficios resultantes del fideicomiso. Como resultado; los fideicomisos tiene más libertad a comparación de otros, y los beneficiarios no pueden llevar a cabo un caso judicial contra los fideicomisarios. Bien, los beneficiarios son representados por el procurador general de Inglaterra y Gales como un "parens patriae".
La jurisdicción sobre las disputas de caridad es compartida, en el mismo nivel, entre el Tribunal Superior de Justicia y la Comisión de Caridad.  La Comisión, en una primera instancia, se encarga de regular y promover los fideicomisos; así como de proveer asesoramiento y opiniones a los fideicomisarios en materia administrativa. Cuando la Comisión considera que ha habido una mala gestión o administración sobre el fideicomiso, es capaz de sancionar al fideicomisario; así como de apartarlo o tomar posesión temporal de éste para prevenir futuros daños al fideicomiso. Si se encuentran fallas o errores en el objeto de caridad, el Tribunal Superior puede proveer o administra esquemas que la dirijan.

## Estados Unidos
En Estados Unidos, muchas personas hacen uso de los fideicomisos de caridad para salir, ya sea parcial o totalmente, de su estado de caridad cuando fallecen, ya sea por propósitos de filantropía o por ciertos beneficios fiscales.
Los fideicomisos de caridad pueden ser constituidos "inter vivos" (durante la vida del donante) o como parte de un fideicomiso la muerte del donante (de forma testamentaria). En los Estados Unidos, hay dos tipos básicos de fideicomisos de caridad: El fideicomiso de caridad "principal", en el que la caridad es pagada primero, y lo sobrante, una vez que el fideicomiso termine, se hace propiedad del donante o puede ser donado nuevamente; por otro lado, en el fideicomiso "sobrante", la caridad es pagada una vez firmada la terminación del fideicomiso, luego de que los beneficiaros hayan recibido los pagos. Los pagos pueden ser cantidades fijas, fideicomisos anuales, o un porcentaje del mismo, conocido como "unitrust".
Los fideicomisos de caridad sobrante están constituidos en estructuras irrevocables, establecidas por un donador que proporciona un flujo de ingresos para el monto del fideicomiso, mientras que el público beneficiado o una institución privada relieve el valor sobrante una vez terminado el fideicomiso. Estos fideicomisos de "intereses divididos" se encuentran definidos de acuerdo a la sección 664 del Código de Ingresos Internos dese 1986. Los fideicomisos incluidos en la sección 664 realizan sus pagos, ya sea en cantidades fijas o en porciones porcentuales del fideicomiso principal, a quien sea que el donante haya establecido que reciba este ingreso. Normalmente, el donador goza de deducciones fiscales por caridad, y puede que no tenga que pagar de forma inmediata cuando el fideicomiso sobrante disponga de activos y compras de otra propiedad, diversificando así su portafolio o su propiedad fideicomisaria. Hacia la terminación del fideicomiso, el cual puede durar periodos anuales, el público beneficiado recibe cual sea la cantidad sobrante del fideicomiso. 
Las familias que tengan un hijo discapacitado deben de asegurarse de que la herencia que le dejan a sus hijos no afectará posteriormente a su hijos para ser elegibles a programas de asistencia social. En los Estados Unidos hay un tipo de fideicomiso conocido como "Henson Trust", el cual se encarga de esto.
Los fideicomisos "principales" hacen pagos, ya sea en cantidades fijas o en partes porcentuales del fideicomiso. Una vez terminado éste, el valor sobrante puede ir de regreso al donador o puede ser heredado. El donador puede también reclamar la reducción fiscal de impuestos como un "premio" o "regalo del estado", dependiendo del tipo de caridad del fideicomiso de caridad principal. Generalmente, un fideicomiso "principal" no genera una deducción de impuestos sobre la renta corriente, pero elimina el activo (o una parte de su valor) del estado y propiedad del donador.
Si el fideicomiso califica bajo las leyes de la sección 501 del Código de Ingresos Internos, las donaciones hacia el fideicomiso pueden ser deducibles de un individuo o un donador corporativo.